# Krnča
Krnča este o comună slovacă, aflată în districtul Topoľčany din regiunea Nitra. Localitatea se află la altitudinea de 216 m deasupra n.m., se întinde pe o suprafață de 18,97 km2 și în 2017 număra 1.334 de locuitori.

## Istoric
Localitatea Krnča este atestată documentar din 1183.

## Demografie
| An:                | 1994 | 2004   | 2014   | 2024   |
| ------------------ | ---- | ------ | ------ | ------ |
| Număr de persoane: | 1275 | 1299   | 1333   | 1379   |
| Diferență:         |      | +1,88% | +2,61% | +3,45% |

| An:                | 2023 | 2024   |
| ------------------ | ---- | ------ |
| Număr de persoane: | 1373 | 1379   |
| Diferență:         |      | +0,43% |